# Foxborough
Foxborough (ou Foxboro) est une ville du comté de Norfolk, Massachusetts, au nord-est des États-Unis. 
Elle se trouve à 32 km au sud-ouest de Boston et 29 km au nord-est de Providence, Rhode Island. La ville est connue pour le Gillette Stadium, où jouent les équipes des Patriots de la Nouvelle-Angleterre et du Revolution de la Nouvelle-Angleterre. « Foxborough » est l’orthographe officielle, bien que l’orthographe plus courte de « Foxboro » soit aussi utilisée.

## Histoire
Fondée en 1704 et incorporée en 1778, la ville porte le nom de Charles James Fox, un député Whig du Parlement britannique qui soutint les treize colonies pendant les années qui ont précédé la guerre d'indépendance des États-Unis.